# Depende
Depende es el segundo álbum del grupo Jarabe de Palo, lanzado en 1998 aprovechando el éxito de su álbum debut, La flaca, estrenado dos años antes. En este trabajo, la banda de Pau Donés repite los esquemas que tan buenos resultados le brindaron, con letras simples, irónicas y estribillos fáciles de recordar.
Las canciones mezclan diferentes estilos, como el rock y los sones latinos, cubanos y flamencos, con composiciones de Pau Donés en su mayor parte y una pequeña colaboración de Celia Cruz en el tema A lo loco.
El álbum se grabó en los estudios londinenses Moody Studios, contando con la colaboración del productor Joe Dworniak y del grupo Ketama en el tema Te miro y tiemblo. Otros temas lanzados como sencillos fueron Agua y el que da título al álbum, Depende, que recibió una nominación a los premios Grammy Latinos.

## Lista de canciones
1. "Depende" 4:22
2. "Pura sangre" 4:06
3. "Te miro y tiemblo" 4:28
4. "Plaza de las palmeras" 3:53
5. "Realidad o sueño" 4:22
6. "Agua" 4:17
7. "Perro apaleao" 3:22
8. "Vivo en un saco" 4:14
9. "Toca mi canción" 4:39
10. "Duerme conmigo" 3:21
11. "Vive y deja vivir" 4:26
12. "Mi mundo en tu mano" 3:24
13. "Adiós" 4:48
14. "A lo loco" (con Celia Cruz) 4:13
15. "Dipende" 4:22 [Canción extra de la versión italiana]

## Sencillos
- Depende
- Agua
- A lo loco
- Perro apaleao
- Duerme conmigo
- Pura sangre
- Realidad o sueño